# Condado de Cameron (Pensilvânia)
O Condado de Cameron é um dos 67 condados do Estado americano da Pensilvânia. A sede do condado é Emporium, e sua maior cidade é Emporium. O condado possui uma área de 1 032 km²(dos quais 4 km² estão cobertos por água), uma população de 5 974 habitantes, e uma densidade populacional de 6 hab/km² (segundo o censo nacional de 2000). O condado foi fundado em 29 de março de 1860.